# Rue de la Fontaine-du-But
Rue de la Fontaine-du-But är en gata i Quartier des Grandes-Carrières i Paris artonde arrondissement. Gatan är uppkallad efter den sedan länge försvunna Fontaine du But. But syftar på Butte Montmartre. Rue de la Fontaine-du-But börjar vid Rue Lamarck 72 och slutar vid Rue Duhesme 26 och Rue Francoeur 33.

## Omgivningar
- Sacré-Cœur
- Cité Véron
- Rue Pierre-Dac
- Rue Lepic
- Passage Lepic

## Bilder
| - Le château des Brouillards, l'abreuvoir et la fontaine du But, à Montmartre, målning av J. Desvigne från år 1840. - Rue de la Fontaine-du-But. - Rue de la Fontaine-du-But. - Gatuskylt. - Sacré-Cœur. |

## Kommunikationer
- Tunnelbana – linjerna  – Lamarck – Caulaincourt
- Busshållplats Lamarck – Caulaincourt – Paris bussnät

### Webbkällor
- ”Rue de la Fontaine-du-But”. Mairie de Paris. https://web.archive.org/web/20150514022725/http://www.v2asp.paris.fr/commun/v2asp/v2/nomenclature_voies/Voieactu/3733.nom.htm. Läst 15 januari 2024.
- ”Rue de la Fontaine-du-But (18ème arrondissement)”. Les rues de Paris. https://web.archive.org/web/20160409005058/http://www.parisrues.com/rues18/paris-18-rue-de-la-fontaine-du-but.html. Läst 15 januari 2024.